# Agastache
Agastache (Agastache, preferovaná výslovnost podle grafiky, tj. [agastache]) je rod rostlin z čeledi hluchavkovitých. Zahrnuje 22 druhů, pocházejících ze Severní Ameriky a východní Asie. Jedná se převážně o silně aromatické, medonosné rostliny, často využívané v lokálním lidovém léčitelství a gastronomii. Mnoho odrůd a kultivarů je pěstováno též pro okrasu.

## Popis

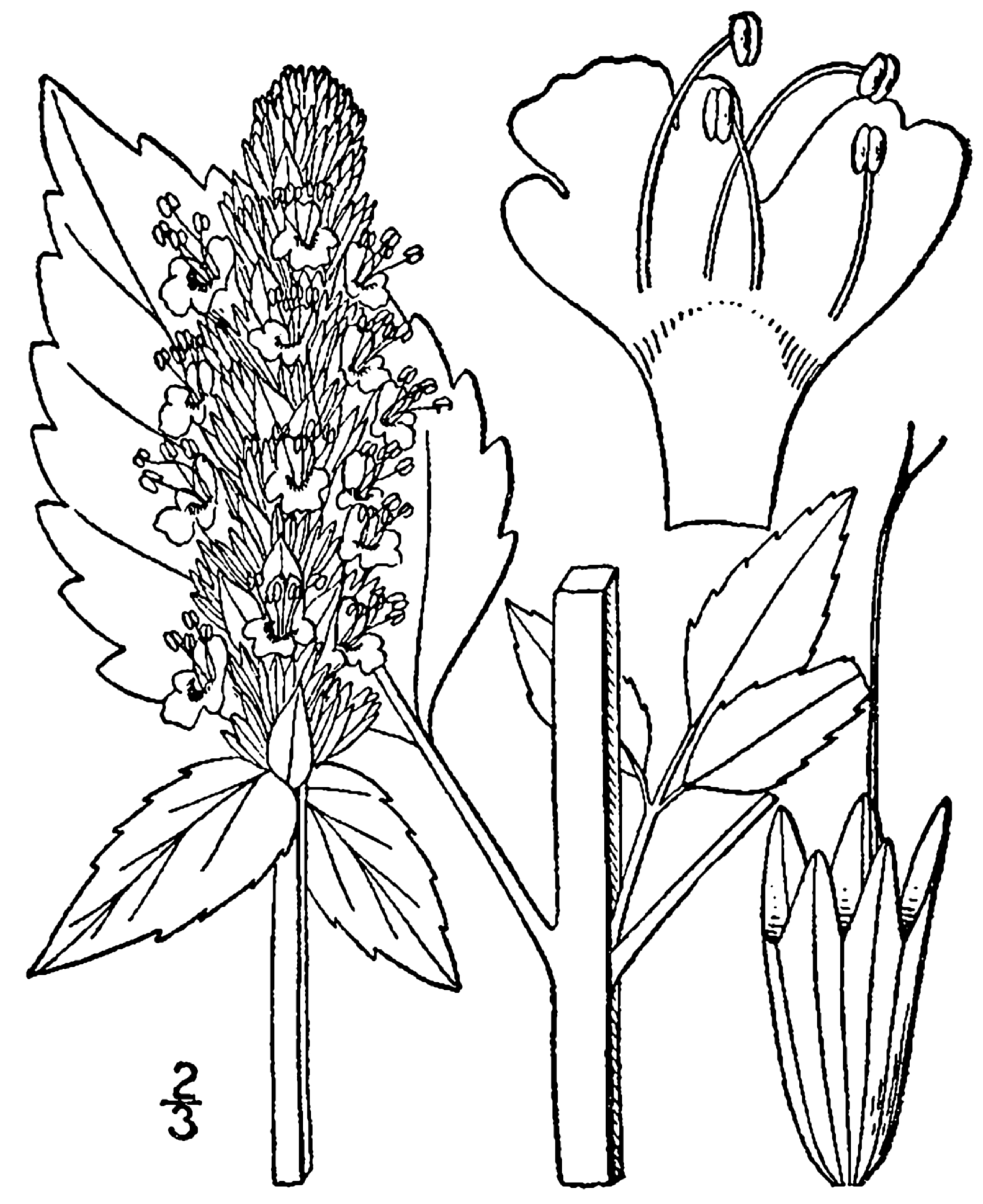
Botanická ilustrace Agastache nepetoides. Koruny s redukovaným horním pyskem a překřížené vyčnívající tyčinky jsou znakem sekce A. sect. Agastache (viz níže v textu)

Agastache jsou nejčastěji vytrvalé byliny, vysoké od 30 centimetrů až do 3 metrů, většina zástupců nicméně dorůstá výšek kolem 1 metru. Lodyhy jsou čtyřhranné, přímé, více či méně větvené, na bázi někdy dřevnatějící. Jednoduché, řapíkaté, na okrajích zubaté listy dorůstají délky jeden až patnáct centimetrů. Barva květů je odlišná podle druhu, obvykle se pohybuje na škále od bílé přes růžovou a modrou po fialovou; barevné mohou být též kalichy a listeny. Květenstvím je lichopřeslen formující hustý koncový lichoklas, plody jsou tvrdky. Koruna je typicky dvoupyská, s horním pyskem více či méně redukovaným; tyčinky jsou 4. Opylování je pomocí hmyzu, na jihu patří mezi opylovače též kolibříci. Ploidie je 2n=18.

## Ekologie a rozšíření
Převážná většina druhů se přirozeně vyskytuje v Severní Americe. Největší druhovou diverzitu má rod v Mexiku a dále v přilehlých oblastech jihozápadu USA (Nové Mexiko, Arizona, jižní Kalifornie, Texas). Nejdále na sever, až do oblasti subarktické Kanady, zasahuje agastache anýzová (A. foeniculum). Jediný druh, agastache svraskalá (A. rugosa), pochází z východní Asie (Čína, Korea, Japonsko, ruský Dálný východ). Obvykle tyto rostliny vyrůstají v otevřenějších, výslunných lokalitách, jako jsou horské louky, křovité stepi a prérie, křoviny, lesní lemy a světlé lesy, též louky a svahy v údolních nivách. Převážně vyžadují dobře odvodněné, humóznější, ne zcela vysychavé půdy; druhy z jižních oblastí však snášejí i hrubé štěrkovité půdy a značné sucho.

## Taxonomie
V rámci hluchavkovitých patří rod do podčeledi Nepetoideae, bohaté na množství aromatických a léčivých bylin, a v ní dále do tribu Mentheae a subtribu Nepetineae. Dle fylogenetických výzkumů je jednou z větví trichotomického kladu zahrnujícího kromě něho jednak větev několika podobně robustních a aromatických rodů jako včelník (Dracocephalum), yzop (Hyssopus) a olejnička (Lallemantia), jednak větev drobných bylin, mezi něž patří popenec (Glechoma) nebo Meehania.
Rod je rozdělen do dvou sekcí: Agastache sect. Agastache zahrnuje menší množství druhů ze západu a středu Severní Ameriky a z východu Asie, vyznačuje se velmi krátkým horním pyskem koruny, zpod kterého nápadně vyčnívají vzájemně překřížené tyčinky. Agastache sect. Brittonastrum jsou rostliny teplejších oblastí Severní Ameriky a Mexika; horní pysk koruny je delší a tyčinky jsou jím plně zakryty. Typovým druhem je Agastache scrophulariifolia z východních oblastí Kanady a USA (původně popsána jako Hyssopus scrophulariifolius).

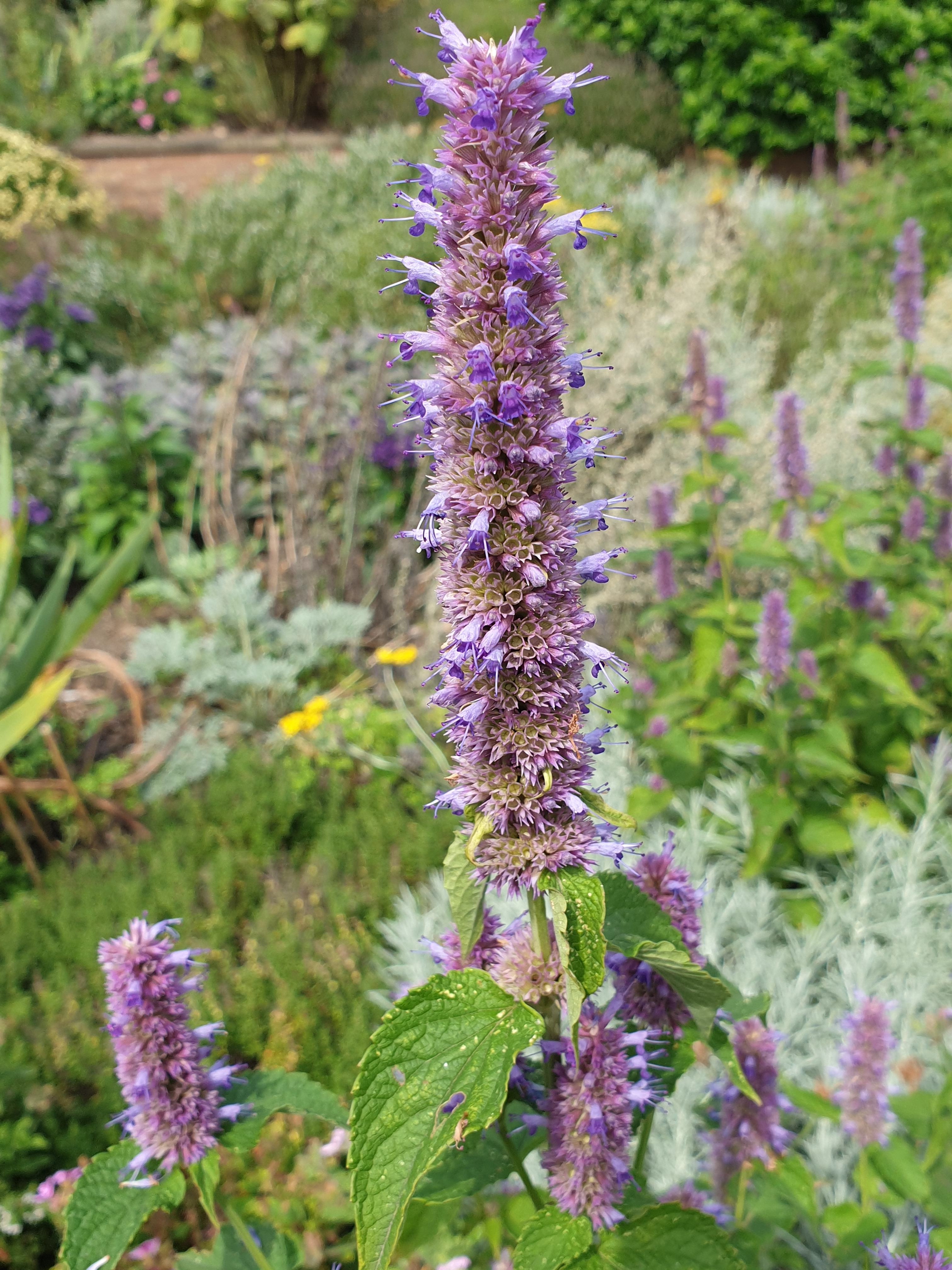
Agastache svraskalá v trvalkové zahradní kompozici

## Využití
Rostliny rodu agastache obsahují řadu aromatických silic, které jim dodávají antibakteriální, protizánětlivé, uvolňující a karminativní účinky. V tradiční medicíně se využívaly při bolestech hlavy, nadýmání, špatném zažívání, nevolnostech, nechutenství, snížené vitalitě či psychickém vyčerpání. Možností použití jsou odvary nebo voňavé pytlíčky sušené nati. Mladé listy jsou užívány jako koření, k aromatizaci nápojů nebo do bylinkových salátů. 
Jako přitažlivě kvetoucí rostliny jsou agastache pěstovány též pro okrasu; pro tyto účely bylo vyšlechtěno množství kultivarů. Jako zpravidla vzrůstné a nápadné rostliny se doporučuje sázet je ve skupinkách do středních nebo zadních partií záhonů, a to vždy na plně osluněná místa s dobře propustnou půdou. V době květu přitahují na zahradu množství opylujícího hmyzu; patří k výborným medonosným rostlinám. Dlouhé a pevné lodyhy některých druhů jsou vhodné k řezu do vázy, odkvetlé suché semeníky mohou být na záhoně atraktivní i během zimního období. Množí se dobře semeny, řízkováním i dělením trsů. Druhy ze sekce Agastache, pocházející z mírných klimatických oblastí (např. agastache anýzová nebo svraskalá), jsou ve středoevropských podmínkách otužilé a plně mrazuvzdorné; to ovšem nelze říct o atraktivních druzích původem z jihu USA a Mexika, které zde trpí jak mrazy, tak především zimní vlhkostí, a jejich pěstování je tedy v ČR problematické.

## Zástupci
- agastache anýzová (Agastache foeniculum)
- agastache mexická (Agastache mexicana)
- agastache svraskalá (Agastache rugosa)

## Galerie

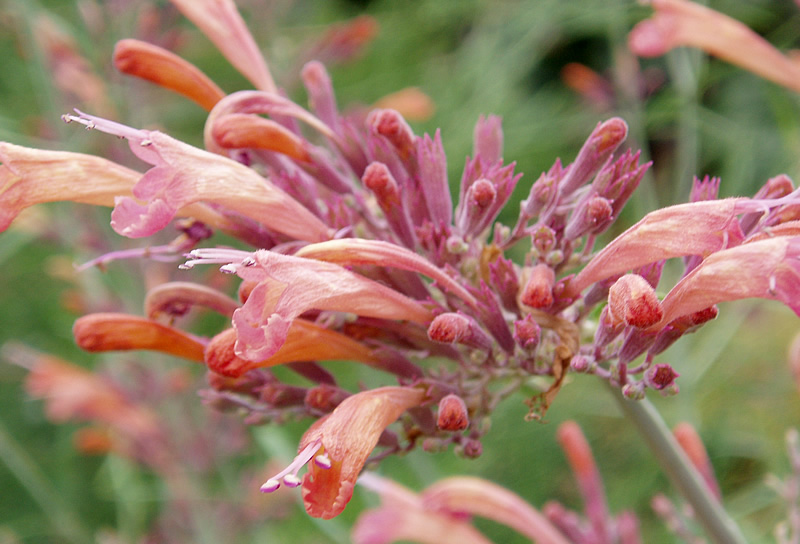
Agastache rupestris - detail květenství
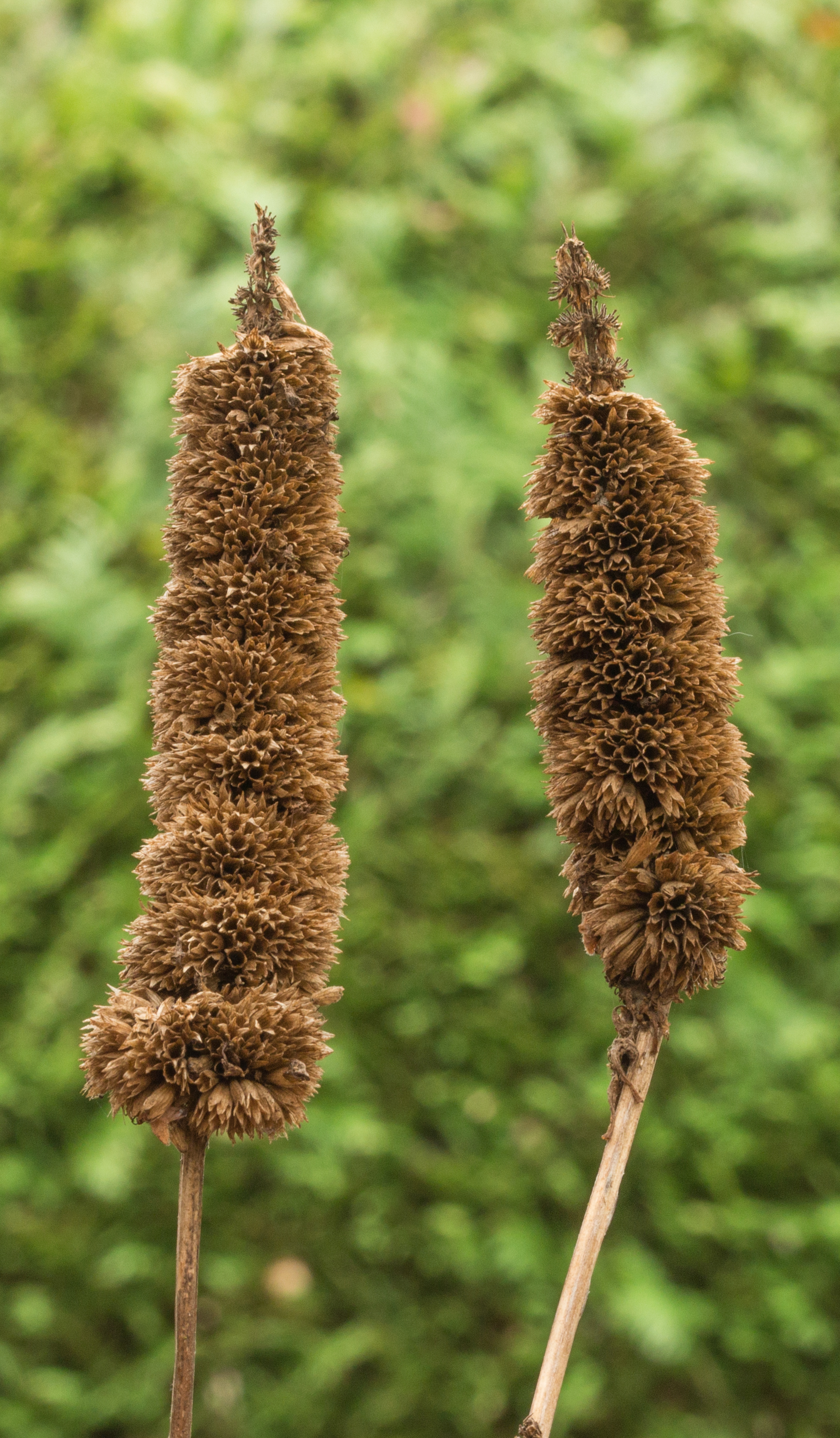
Odkvetlá květenství
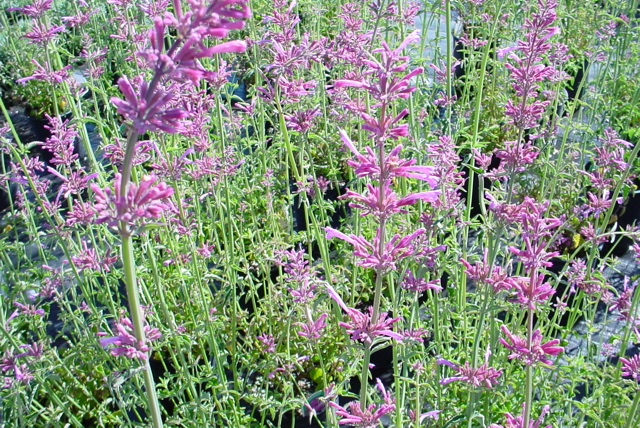
Okrasný kultivar
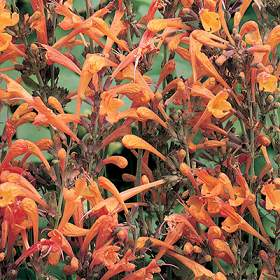
Agastache aurantiaca
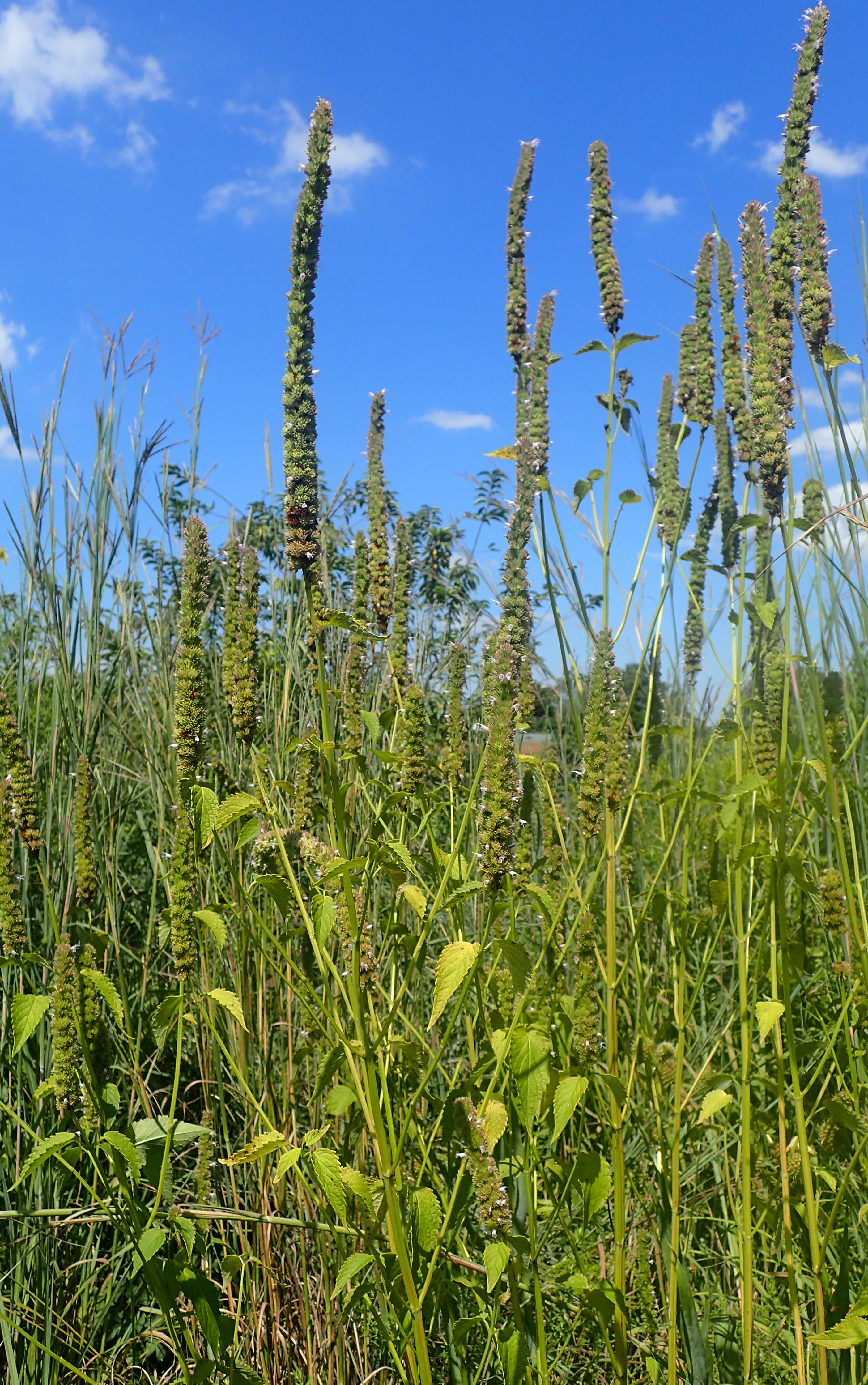
Agastache nepetoides v přirozeném prostředí
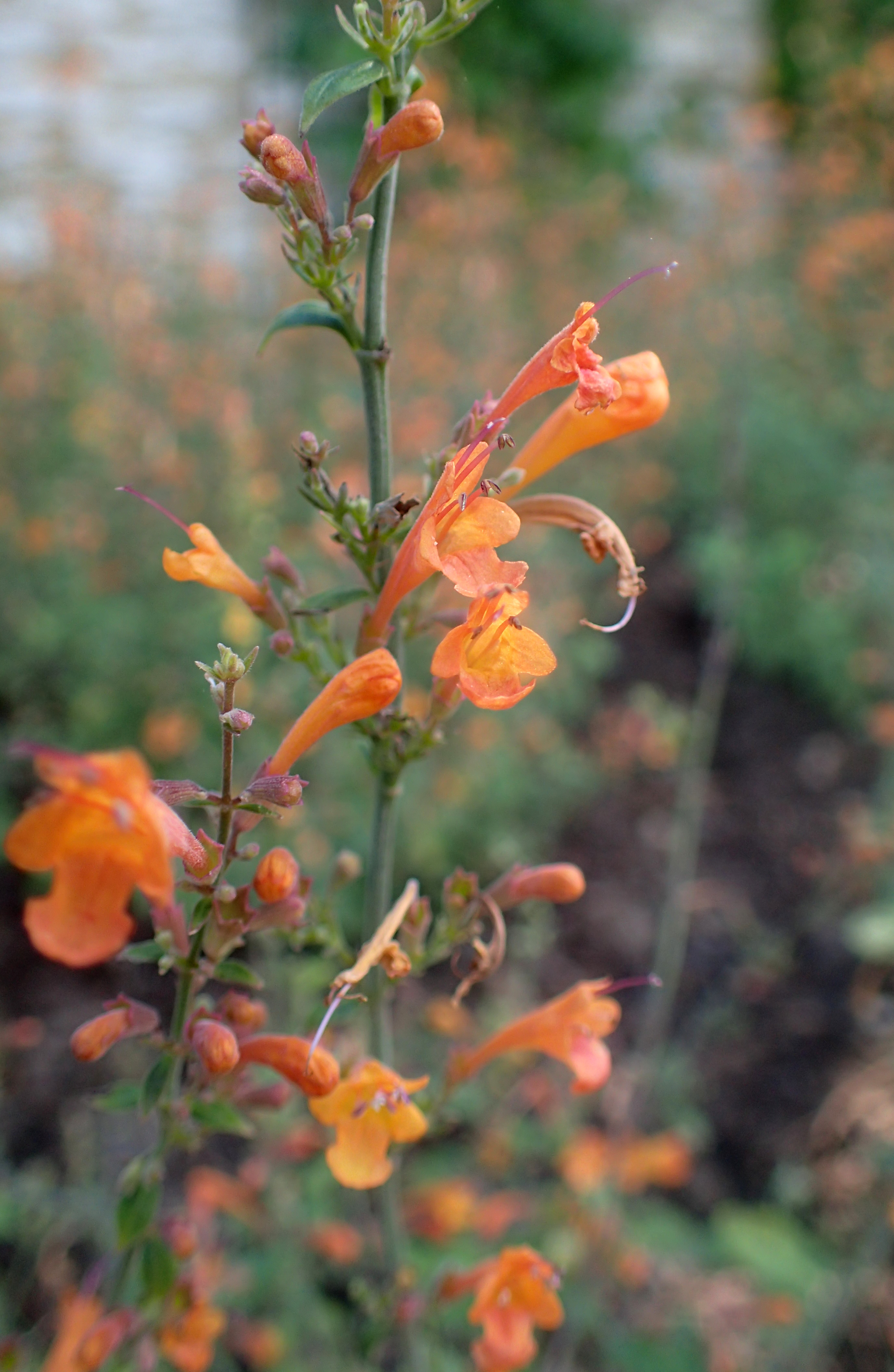